# Auto-Zagaia
Auto-Zagaia ist eine Automobilwerkstatt und war ein portugiesischer Hersteller von Automobilen.

## Unternehmensgeschichte
Das Unternehmen in Lissabon begann 1988 mit der Produktion von Automobilen. Der Markenname lautete Zagaia. In den 1990er Jahren endete die Automobilproduktion.

## Modelle
Das einzige Modell war ein Nachbau des Porsche 356 Speedster von 1955. Dazu wurden Fahrgestelle des VW Käfer mit einer eigenen Kunststoffkarosserie versehen. Das Fahrzeug war auch als Kit Car erhältlich.

## Vertriebsorganisation
Die Fahrzeuge und Kits wurden sowohl im Inland als auch im Ausland vertrieben.